# Jean Fercondini
Jean Kablukow Fercondini (Jundiaí, 27 de fevereiro de 1987) é um empresário e ex-ator brasileiro. Em 2014 abdicou da carreira artística para montar uma confecção. É irmão do também ator Max Fercondini.

## Filmografia

### Telenovelas e seriados
| Ano  | Título              | Papel                   | Fonte (s) |
| ---- | ------------------- | ----------------------- | --------- |
| 2004 | Malhação            | Felipe Saldanha         | [ 3 ]     |
| 2006 | Bicho do Mato       | Nicolau Chávez          | [ 3 ]     |
| 2007 | Caminhos do Coração | Lucas Fontes Martinelli | [ 3 ]     |
| 2008 | Os Mutantes         | Lucas Fontes Martinelli | [ 3 ]     |
| 2012 | Máscaras            | Marco Antônio Fael      | [ 3 ]     |
| 2014 | Milagres de Jesus   | Rubem                   | [ 3 ]     |